# سلمان ريس
كان سلمان ريس أميرالًا عثمانيًا وقائدًا سابقًا نشطًا في البحرية المملوكية في مصر ثم في البحرية العثمانية ضد البرتغاليين في النصف الأول من القرن السادس عشر. ولد سلمان ريس في جزيرة لسبوس في بحر إيجة . 

## خدمته للنظام المملوكي

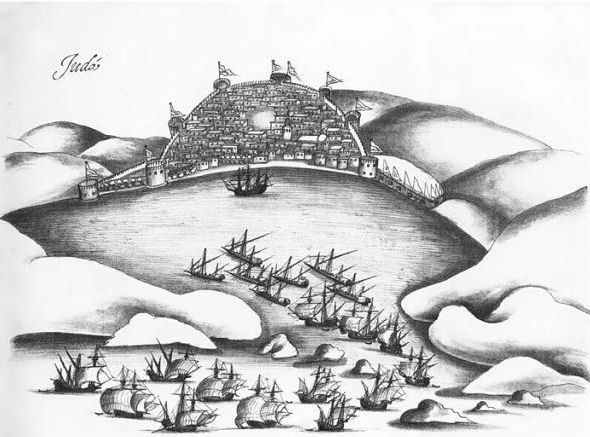
دافع سلمان ريس عن جدة ضد هجوم برتغالي عام 1517.

دخل سلمان ريس في خدمة المماليك وقاد مجموعة قوامها 2000 من لاوند ضد رغبة السلطان العثماني سليم الأول . 
بعد تعطيل تجارة التوابل بين الهند ومصر المماليك من قبل البرتغاليين ، قاد سلمان ريس أسطولًا مملوكيًا مكونًا من 19 سفينة في المحيط الهندي في عام 1515. غادر السويس بقيادة الأسطول في 30 سبتمبر 1515.  كما ضم الأسطول 3000 رجل ، 1300 منهم من الأتراك.  بنى الأسطول قلعة في كمران ، لكنه فشل في السيطرة على اليمن وعدن في 17 سبتمبر 1516. 
في عام 1517 ، دافع عن جدة ضد هجوم برتغالي ، قبل وقت قصير من سقوط النظام المملوكي. 
تم إرسال سلمان ريس إلى اسطنبول وسجن بتهمة عدم الولاء حتى عام 1520. 

## أميرال عثماني

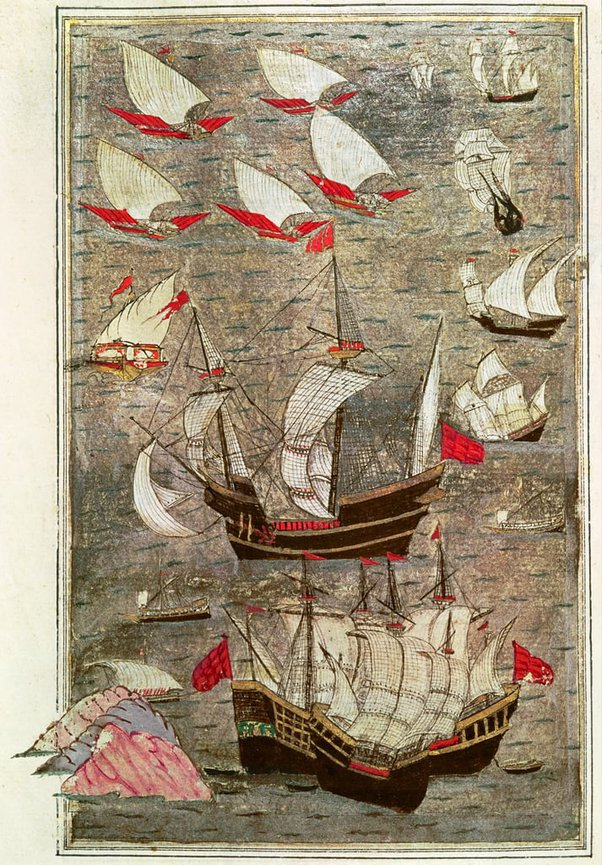
أسطول عثماني في المحيط الهندي في القرن السادس عشر.

بعد فترة وجيزة من إطلاق سراح سلمان ، عاد إلى مصر في نفس العام وبقي هناك لمدة 3 سنوات حتى عندما ثار أحمد باشا ، الحاكم العثماني لمصر إيالت ، هرب سلمان من مصر وتوجه إلى مكة وانضم إلى حسين الرومي ، الحاكم. من جدة   وشرعوا معًا في الاستيلاء على اليمن . خلال هذا الوقت ، اكتشفوا أن البرتغاليين استقروا مؤخرًا في جزيرة كمران حيث قاموا بشن غارات على الساحل اليمني واختطفوا السكان. هزم سلمان البرتغاليين ، واستولى على الجزيرة وأخذ الباقي من الحامية كأسرى.   ومع ذلك ، فقد عارض حاكم زبيد واضطر إلى الفرار إلى مصر. 
عاد سلمان ريس مع وصول إبراهيم باشا إلى مصر عام 1524.  وتمكن من تقديم تقرير مفصل عن حالة المحيط الهندي في ذلك الوقت ، واقترح احتلال إثيوبيا واليمن والساحل السواحلي ، وطرد البرتغاليين من هرمز وغوا ومالاكا .  في عام 1525 ، أغار البرتغاليون على البحر الأحمر ، مما جعل تهديد أسطولهم أقرب إلى مصر. 
في عام 1525 ، تم تعيين سلمان ريس على رأس أسطول عثماني مكون من 18 سفينة و 299 مدفعًا كأدميرال ، مع أخذ السفن من أسطول جدة المهجور وتجديدها في السويس.   كان بالاشتراك مع خير الدين الرومي ، وقاد حوالي 4000 مشاة.  غادروا السويس عام 1526 وعادوا جدة ليأمروا.  هبطوا في المخا في يناير 1527 ، وقادوا رحلة استكشافية إلى داخل اليمن لإخضاع المنطقة ، والتي نجحوا في القيام بها بعد قطع رأس مصطفى بك .  ظلت عدن مستقلة لكنها اعترفت بالسيادة للحكم العثماني. 
سمح هذا للعثمانيين باستعادة السيطرة على البحر الأحمر ، وللمرة الأولى ، لم يتمكن البرتغاليون من إرسال أسطول إلى البحر الأحمر في عام 1527.  ، بعد هذه النجاحات ، طلب العديد من الحكام في المحيط الهندي المساعدة العثمانية ضد البرتغاليين: في عام 1527 وزير هرمز وزامورين كاليكوت . 
بحلول عام 1528 ، كان المرتزقة العثمانيون موجودين في الشحن الإسلامي حتى سومطرة .  ومع ذلك ، دخل سلمان ريس في خلاف مع خير الدين الرومي الذي اغتيل سلمان في سبتمبر 1528. انتقم ابن شقيق سلمان ، مصطفى بيرم ، من موته بقتل خير الدين ، ولكن في أعقاب مقتل سلمان وخير الدين ، فقد العثمانيون السيطرة على البر الرئيسي لليمن. 